# Superstar (canción de Soda Stereo)
«Superstar» es una canción de la banda argentina Soda Stereo, fue escrita por los tres integrantes del grupo musical, Gustavo Cerati, Zeta Bosio y Charly Alberti, y publicada en el álbum Comfort y música para volar, de 1996. Originalmente se pensaba que Superstar, junto con otras tres canciones del grupo, serían publicadas en el álbum Sueño Stereo, de 1995, pero luego de que la disquera rechazara el proyecto que consistía en hacer de dicho álbum un disco doble, las cuatro canciones quedaron fuera de la producción. A pesar de que Comfort y música para volar era un disco en vivo, en él se publicaron las versiones de estudio de las cuatro canciones.

## Música
Al igual que «Paseando por Roma», esta canción homenajea a  Revolver de The Beatles, en este caso con la estrofa inspirada en la canción «She Said She Said». El estilo musical del tema puede describirse como britpop de mediados de los años 1990. No obstante, es de mencionar que este sonido pop noventoso ya venía siendo desarrollado por Cerati en sus trabajos solistas, con «Hoy ya no soy yo» (Colores santos, 1992) y «Te llevo para que me lleves» (Amor amarillo, 1993) como exponentes.

## Interpretaciones en vivo
El grupo musical interpretó la canción durante la gira hecha para promocionar el álbum Comfort y música para volar (1996) unas cuantas veces.

## Personal
- Gustavo Cerati: Guitarra eléctrica y voz.
- Zeta Bosio: Bajo eléctrico.
- Charly Alberti: Batería  y percusión.